# Prosperitet
Prosperitet (od latinskog prosperitas - "uspješan rast") ekonomski je izraz. Izvorno potječe iz angloameričke jezične okoline, gdje označava blagostanje i opisuje optimistično razdoblje društva u fazi ubrzanog ekonomskog rasta.
U razdoblju prosperiteta vlada optimistično raspoloženje među poslovnim partnerima i potrošačima. Rezultat porasta potrošnje i proizvodnje dovodi do rastuće razine nacionalnog dohotka i sve većeg prosperiteta u društvu.
Izraz je uglavnom sinonim za ekonomski boom ili faze rasta.